# بويبلو (كولورادو)
بويبلو (بالإنجليزية: Pueblo, Colorado)‏ هي مدينة تقع في مقاطعة بويبلو – مقر المقاطعة بولاية كولورادو في الولايات المتحدة. تبلغ مساحتها 117.5 (كم²)، وترتفع عن سطح البحر 1430 م، بلغ عدد سكانها 106,595 (US: قائمة مدن الولايات المتحدة حسب عدد السكان) نسمة في عام 2010 حسب إحصاء مكتب تعداد الولايات المتحدة وتصل الكثافة السكانية فيها 874.7 نسمة/كم2.

## المناخ
يظهر الجدول التالي التغييرات المناخية على مدار السنة لبويبلو:
| البيانات المناخية لـبويبلو                         | البيانات المناخية لـبويبلو | البيانات المناخية لـبويبلو | البيانات المناخية لـبويبلو | البيانات المناخية لـبويبلو | البيانات المناخية لـبويبلو | البيانات المناخية لـبويبلو | البيانات المناخية لـبويبلو | البيانات المناخية لـبويبلو | البيانات المناخية لـبويبلو | البيانات المناخية لـبويبلو | البيانات المناخية لـبويبلو | البيانات المناخية لـبويبلو | البيانات المناخية لـبويبلو |
| الشهر                                              | يناير                      | فبراير                     | مارس                       | أبريل                      | مايو                       | يونيو                      | يوليو                      | أغسطس                      | سبتمبر                     | أكتوبر                     | نوفمبر                     | ديسمبر                     | المعدل السنوي              |
| -------------------------------------------------- | -------------------------- | -------------------------- | -------------------------- | -------------------------- | -------------------------- | -------------------------- | -------------------------- | -------------------------- | -------------------------- | -------------------------- | -------------------------- | -------------------------- | -------------------------- |
| الدرجة القصوى °ف (°م)                              | 81 (27)                    | 82 (28)                    | 86 (30)                    | 93 (34)                    | 102 (39)                   | 108 (42)                   | 109 (43)                   | 105 (41)                   | 102 (39)                   | 94 (34)                    | 85 (29)                    | 82 (28)                    | 109 (43)                   |
| الحد الأقصى المتوسط °ف (°م)                        | 70.0 (21.1)                | 71.7 (22.1)                | 79.1 (26.2)                | 86.2 (30.1)                | 93.0 (33.9)                | 100.4 (38.0)               | 103.4 (39.7)               | 100.1 (37.8)               | 95.3 (35.2)                | 87.4 (30.8)                | 77.4 (25.2)                | 70.0 (21.1)                | 103.8 (39.9)               |
| متوسط درجة الحرارة الكبرى °ف (°م)                  | 47.0 (8.3)                 | 50.5 (10.3)                | 59.1 (15.1)                | 67.2 (19.6)                | 76.8 (24.9)                | 87.2 (30.7)                | 92.9 (33.8)                | 89.4 (31.9)                | 81.6 (27.6)                | 69.4 (20.8)                | 56.1 (13.4)                | 46.0 (7.8)                 | 68.7 (20.4)                |
| متوسط درجة الحرارة الصغرى °ف (°م)                  | 14.0 (−10.0)               | 17.3 (−8.2)                | 25.6 (−3.6)                | 33.9 (1.1)                 | 44.1 (6.7)                 | 52.8 (11.6)                | 58.7 (14.8)                | 57.5 (14.2)                | 47.7 (8.7)                 | 34.2 (1.2)                 | 22.5 (−5.3)                | 14.2 (−9.9)                | 35.3 (1.8)                 |
| الحد الأدنى المتوسط °ف (°م)                        | −4.6 (−20.3)               | −2.3 (−19.1)               | 11.1 (−11.6)               | 20.3 (−6.5)                | 31.2 (−0.4)                | 42.5 (5.8)                 | 51.1 (10.6)                | 50.0 (10.0)                | 34.0 (1.1)                 | 20.3 (−6.5)                | 5.0 (−15.0)                | −6.8 (−21.6)               | −12.2 (−24.6)              |
| أدنى درجة حرارة °ف (°م)                            | −29 (−34)                  | −31 (−35)                  | −20 (−29)                  | 2 (−17)                    | 23 (−5)                    | 32 (0)                     | 41 (5)                     | 39 (4)                     | 21 (−6)                    | −4 (−20)                   | −17 (−27)                  | −28 (−33)                  | −31 (−35)                  |
| الهطول إنش (مم)                                    | 0.35 (8.9)                 | 0.30 (7.6)                 | 0.93 (24)                  | 1.40 (36)                  | 1.51 (38)                  | 1.36 (35)                  | 2.06 (52)                  | 2.32 (59)                  | 0.77 (20)                  | 0.72 (18)                  | 0.47 (12)                  | 0.38 (9.7)                 | 12.57 (319)                |
| متوسط تساقط الثلوج إنش (سم)                        | 6.5 (17)                   | 3.8 (9.7)                  | 5.7 (14)                   | 3.8 (9.7)                  | 0.5 (1.3)                  | 0 (0)                      | 0 (0)                      | 0 (0)                      | 0.3 (0.76)                 | 1.3 (3.3)                  | 4.4 (11)                   | 5.5 (14)                   | 31.8 (81)                  |
| متوسط أيام هطول الأمطار                            | 4.0                        | 3.7                        | 6.3                        | 6.6                        | 7.9                        | 7.1                        | 9.1                        | 9.5                        | 5.6                        | 4.1                        | 3.9                        | 4.1                        | 71.9                       |
| متوسط الأيام المثلجة                               | 4.2                        | 3.5                        | 3.9                        | 2.0                        | 0.3                        | 0                          | 0                          | 0                          | 0.2                        | 0.6                        | 2.7                        | 4.3                        | 21.7                       |
| متوسط الرطوبة النسبية (%)                          | 57.1                       | 52.1                       | 48.7                       | 43.5                       | 44.6                       | 44.9                       | 49.3                       | 51.5                       | 50.2                       | 47.0                       | 57.1                       | 56.6                       | 50.2                       |
| ساعات سطوع الشمس الشهرية                           | 231.0                      | 227.3                      | 284.0                      | 315.1                      | 344.2                      | 360.0                      | 358.8                      | 336.8                      | 298.7                      | 275.5                      | 219.7                      | 210.7                      | 3٬461٫8                    |
| نسبة وصول أشعة الشمس                               | 76                         | 75                         | 77                         | 80                         | 78                         | 81                         | 80                         | 80                         | 80                         | 79                         | 72                         | 71                         | 78                         |
| المصدر: NOAA (relative humidity and sun 1961–1990) |                            |                            |                            |                            |                            |                            |                            |                            |                            |                            |                            |                            |                            |

## توأمة
لبويبلو (كولورادو) اتفاقيات توأمة مع كل من:
- بيرغامو
- مدينة بويبلا
- تشيهواهوا
- لوكا سيكولا

## أعلام
- كوني ساوير
- راي هربرت تالبوت
- ويلدون بي. كوكي
- جو بوردو
- ستانلي فاغنر
- تيدي غلوفر
- جون ميلتون غلوفر
- جورج غروسفينور
- دايفيد باكارد
- دانييل كيلي